# Onthophagus sexcornutus
Onthophagus sexcornutus là một loài bọ cánh cứng trong họ Bọ hung (Scarabaeidae).